# Ethan Lindenberger
Ethan Lindenberger (Norwalk (Ohio), 2001) é um adolescente estadunidense conhecido pela crítica aos movimentos antivacinação. Ele se vacinou, contra a vontade de seus pais, somente depois que atingiu a maioridade.
Em novembro de 2018, antes de completar 18 anos, ele usou o fórum Reddit para pedir ajuda sobre como deveria proceder para ser vacinado. Lindenberger afirmou que sua mãe acreditava em teorias conspiratórias sobre vacinas e por isso ele não havia sido vacinado na infância, mas que após atingir a maioridade ele queria exercer o seu direito de ser vacinado. Seus pais rejeitaram a vacinação porque o estado de Ohio permitia que os pais se neguem a vacinar suas crianças por razões morais ou filosóficas.
Sua história de conflito entre gerações chamou a atenção da mídia e dos políticos. Em março de 2019 ele foi convidado para participar de uma audiência no Senado dos Estados Unidos que tratou das epidemias de doenças como o sarampo, que podem ser facilmente prevenidas mas estavam retornando devido à disseminação de informações pseudocientíficas sobre vacinas.